# Zdeněk Vřešťál
Zdeněk Vřešťál (* 18. března 1956 Praha) je český folkový písničkář.
Koncem 70. let 20. století, působil v duu s Vítem Sázavským, po seznámení se Zuzanou Navarovou založili skupinu Nerez.
V roce 1987 vydal sólové EP Písničky ze šuplíku, v roce 1994 na ni navázal sólovou deskou Čím dál víc Vřešťál. V roce 2007 vyšlo Číslované album.
Spolupráce s Jaromírem Nohavicou, jako producent je Zdeněk Vřešťál podepsán pod nahrávkami: Jaromír Nohavica - Tři čuníci, Jaromír Nohavica - Mikymauzoleum, Jaromír Nohavica - Divné století, Jaromír Nohavica - Moje smutné srdce a Jaromír Nohavica a Kapela: Koncert. Z Kapely vznikla v roce 1998 skupina Neřež, se kterou Zdeněk Vřešťál hraje dodnes.
V roce 2019 obnovil s Vítem Sázavským a Luciou Šoralovou skupinu Nerez, tentokrát pod názvem Nerez & Lucia, 8.2.2019 vychází u společnosti album Zlom na CD a LP.
Jako producent spolupracoval rovněž s Bratry Ebeny, Jindrou Kejakem, Marií Rottrovou, Jiřím Schmitzerem, Martinou Trchovou a dalšími, složil řadu písní pro skupinu Krausberry.
Sestavil EP různých autorů Drobné skladby mistrů (1988), na které navázalo CD 50 miniatur (2007), a produkoval i CD Sloni v porcelánu (1999).
V roce 2003 koncertoval v triu s Jiřím Bílým a Oskarem Petrem.
V roce 2009 vydal knihu o Nerezu Ne, Nerez nerezne.
Vystupuje také se skupinou Pedopat (Pražský estrádní disko orchestr písní a tanců), se kterou v roce 2018 vydal album V uspěchaný době.
V současné době vystupuje s českou zpěvačkou Denisou Klementovou, známou mimo jiné ze skupiny Unicorn Group.

## Diskografie

### Sólová alba
- 1987 Písničky ze šuplíku
- 1994 Čím dál víc Vřeštál – Monitor Records
- 2006 Do posledního dechu – EMI
- 2022 Chata pod borovicí (spolu s písničkářem Honzou Ingrem)

### Kompilace
- 2006 Havěť všelijaká – Indies Records
- 2007 Folk CZ – EMI (edice: CZ)
- 2007 Hity o lásce CZ – EMI (edice: CZ)
- 2007 50 miniatur – EMI

## Produkce alb
- 2007 50 miniatur – EMI (produkce a sestavění alba) [2][3]